# Academia de Artes y Ciencias de la Televisión
La Academia de Artes y Ciencias de la Televisión (ATAS, por sus siglas en inglés, Academy of Television Arts & Sciences) es una organización estadounidense fundada en 1946 que entrega los premios Emmy en Los Ángeles, California. La organización es la creadora del Salón de la Fama de la Televisión Estadounidense.
La Fundación ATAS posee "El Archivo de la Televisión Estadounidense", que contiene más de 475 entrevistas a personas famosas de la industria de la televisión, muchas de las cuales están disponibles en Google Video.
ATAS fue parte de la Academia Nacional de Artes y Ciencias de la Televisión (creada en 1955), con sede en Nueva York, la cual entrega los premios Emmy según distintas categorías, incluyendo Daytime, Deportes, Noticias y Servicio Público. NATAS (National Academy of Television Arts & Sciences) supervisaba los premios Primetime Emmy hasta que la división de la organización entre el Este y el Oeste a finales de los años 1970 dejó a cargo a ATAS de la entrega de los premios. Mientras que ATAS dirige los premios primetime Emmy, NATAS supervisa los premios Daytime Emmy junto con ATAS, y los Emmy restantes.